# Calathea hopkinsii
Calathea hopkinsii là một loài thực vật có hoa trong họ Marantaceae. Loài này được Forzza mô tả khoa học đầu tiên năm 2007.